# Jiří Novák
Jiří Novák (Gottwaldov, Txecoslovàquia, 22 de març de 1975) és un tennista txecoslovac retirat de la competició.
En el seu palmarès consten set títols individuals en el circuit ATP i divuit més en dobles masculins. Aquests resultats li van permetre arribar al cinquè lloc del rànquing individual (2002), esdevenint el millor tennista txec durant sis anys, i també al sisè lloc del rànquing de dobles masculins (2001). Va arribar a disputar dues finals de Grand Slam en la modalitat de dobles masculins però no va aconseguir la victòria en cap d'elles. Va formar part de l'equip txec de la Copa Davis en diverses ocasions.
Després de la seva retirada, Novák va crear una acadèmia tennística a Txèquia, entre els seus alumnes va destacar l'esportista i militar britànica Preet Chandi.

## Torneigs Grand Slam

### Dobles masculins: 2 (0−2)
| Resultat  | Núm. | Any  | Torneig   | Parella        | Oponents                    | Marcador              |
| --------- | ---- | ---- | --------- | -------------- | --------------------------- | --------------------- |
| Finalista | 1.   | 2001 | Wimbledon | David Rikl     | Donald Johnson Jared Palmer | 4−6, 6−4, 3−6, 6−7(6) |
| Finalista | 2.   | 2002 | US Open   | Radek Štěpánek | Mahesh Bhupathi Max Mirnyi  | 6−3, 3−6, 4−6         |

## Palmarès

### Individual: 13 (7−6)
| Llegenda (pre/post 2009)                                 |
| -------------------------------------------------------- |
| Grand Slams (0−0)                                        |
| Tennis Masters Cup / ATP Finals (0−0)                    |
| ATP Masters Series / ATP World Tour Masters 1000 (0−1)   |
| ATP International Series Gold / ATP World Tour 500 (1−2) |
| ATP International Series / ATP World Tour 250 (6−3)      |

| Títols per superfície |
| --------------------- |
| Dura (2−5)            |
| Gespa (0−0)           |
| Terra batuda (4−1)    |
| Moqueta (1−0)         |

| Resultat  | Núm. | Data                   | Torneig                    | Superfície   | Oponent             | Marcador                |
| --------- | ---- | ---------------------- | -------------------------- | ------------ | ------------------- | ----------------------- |
| Guanyador | 1.   | 14 de gener de 1996    | Auckland, Nova Zelanda     | Dura         | Brett Steven        | 6−4, 6−4                |
| Finalista | 1.   | 10 de març de 1996     | Ciutat de Mèxic, Mèxic     | Terra batuda | Thomas Muster       | 6−7(3), 2−6             |
| Guanyador | 2.   | 1 de novembre de 1998  | Ciutat de Mèxic            | Terra batuda | Xavier Malisse      | 6−3, 6−3                |
| Guanyador | 3.   | 6 de maig de 2001      | Munic, Alemanya            | Terra batuda | Antony Dupuis       | 6−4, 7−5                |
| Guanyador | 4.   | 15 de juliol de 2001   | Gstaad, Suïssa             | Terra batuda | Juan Carlos Ferrero | 6−1, 6−7(5), 7−5        |
| Finalista | 2.   | 13 d'octubre de 2002   | Viena, Àustria             | Dura (i)     | Roger Federer       | 4−6, 1−6, 6−3, 4−6      |
| Finalista | 3.   | 20 d'octubre de 2002   | Madrid, Espanya            | Dura (i)     | Andre Agassi        | Renúncia                |
| Finalista | 4.   | 22 de febrer de 2002   | Dubai, Emirats Àrabs Units | Dura         | Roger Federer       | 1−6, 6−7(2)             |
| Guanyador | 5.   | 13 de juliol de 2003   | Gstaad (2)                 | Terra batuda | Roger Federer       | 5−7, 6−3, 6−3, 1−6, 6−3 |
| Finalista | 5.   | 28 de setembre de 2003 | Xangai, Xina               | Dura         | Mark Philippoussis  | 2−6, 1−6                |
| Guanyador | 6.   | 10 d'octubre de 2004   | Tòquio, Japó               | Dura         | Taylor Dent         | 5−7, 6−1, 6−3           |
| Guanyador | 7.   | 30 d'octubre de 2004   | Basilea, Suïssa            | Moqueta (i)  | David Nalbandian    | 5−7, 6−3, 6−4, 1−6, 6−2 |
| Finalista | 6.   | 7 de febrer de 2005    | Delray Beach, Estats Units | Dura         | Xavier Malisse      | 6−7(6), 2−6             |

### Dobles masculins: 40 (18−22)
| Llegenda (pre/post 2009)                                 |
| -------------------------------------------------------- |
| Grand Slams (0−2)                                        |
| Tennis Masters Cup / ATP Finals (0−0)                    |
| ATP Masters Series / ATP World Tour Masters 1000 (3−1)   |
| ATP International Series Gold / ATP World Tour 500 (3−4) |
| ATP International Series / ATP World Tour 250 (12−15)    |

| Títols per superfície |
| --------------------- |
| Dura (5−11)           |
| Gespa (0−1)           |
| Terra batuda (11−7)   |
| Moqueta (2−3)         |

| Resultat  | Núm. | Data                   | Torneig                    | Superfície   | Parella        | Oponents                           | Marcador              |
| --------- | ---- | ---------------------- | -------------------------- | ------------ | -------------- | ---------------------------------- | --------------------- |
| Finalista | 1.   | 31 de juliol de 1995   | Praga, Txèquia             | Terra batuda | David Rikl     | Libor Pimek Byron Talbot           | 5−7, 6−1, 6−7         |
| Guanyador | 1.   | 11 de setembre de 1995 | Bogotà, Colòmbia           | Terra batuda | David Rikl     | Steve Campbell MaliVai Washington  | 7−6, 6−2              |
| Guanyador | 2.   | 23 d'octubre de 1995   | Santiago, Xile             | Terra batuda | David Rikl     | Shelby Cannon Francisco Montana    | 6−4, 4−6, 6−1         |
| Finalista | 2.   | 30 d'octubre de 1995   | Montevideo, Uruguai        | Terra batuda | David Rikl     | Sergi Casal E. Sánchez Vicario     | 6−2, 6−7, 6−7         |
| Finalista | 3.   | 6 de novembre de 1995  | Buenos Aires, Argentina    | Terra batuda | David Rikl     | Vincent Spadea C. van Rensburg     | 3−6, 3−6              |
| Finalista | 4.   | 18 de febrer de 1996   | Dubai, Emirats Àrabs Units | Dura         | Karel Nováček  | Byron Black Grant Connell          | 0−6, 1−6              |
| Guanyador | 3.   | 25 de març de 1996     | Casablanca, Marroc         | Terra batuda | David Rikl     | Tomás Carbonell Francisco Roig     | 7−6, 6−3              |
| Guanyador | 4.   | 8 de juliol de 1996    | Gstaad, Suïssa             | Terra batuda | Pavel Vízner   | Trevor Kronemann David Macpherson  | 4−6, 7−6, 7−6         |
| Finalista | 5.   | 4 de novembre de 1996  | Moscou, Rússia             | Moqueta (i)  | David Rikl     | Rick Leach Andreï Olhovskiy        | 6−4, 1−6, 2−6         |
| Guanyador | 5.   | 13 d'octubre de 1997   | Ostrava, Txèquia           | Moqueta (i)  | David Rikl     | Donald Johnson Francisco Montana   | 6−2, 6−4              |
| Guanyador | 6.   | 19 de febrer de 1998   | Split, Croàcia             | Moqueta (i)  | Martin Damm    | Fredrik Bergh Patrik Fredriksson   | 7−6, 6−2              |
| Finalista | 6.   | 27 de juliol de 1998   | Umag, Croàcia              | Terra batuda | David Rikl     | Neil Broad Piet Norval             | 1−6, 6−3, 3−6         |
| Guanyador | 7.   | 10 d'agost de 1998     | San Marino, San Marino     | Terra batuda | David Rikl     | Mariano Hood Sebastián Prieto      | 6−4, 7−6              |
| Guanyador | 8.   | 17 d'agost de 1998     | Indianapolis, Estats Units | Dura         | David Rikl     | Mark Knowles Daniel Nestor         | 6−2, 7−6              |
| Finalista | 7.   | 5 d'octubre de 1998    | Mallorca, Espanya          | Terra batuda | David Rikl     | Pablo Albano Daniel Orsanic        | 6−7, 3−6              |
| Guanyador | 9.   | 1 de novembre de 1998  | Acapulco, Mèxic            | Terra batuda | David Rikl     | Daniel Orsanic David Roditi        | 6−4, 6−2              |
| Finalista | 8.   | 11 de gener de 1999    | Auckland, Nova Zelanda     | Dura         | David Rikl     | Jeff Tarango Daniel Vacek          | 5−7, 5−7              |
| Finalista | 9.   | 5 d'abril de 1999      | Estoril, Portugal          | Terra batuda | David Rikl     | Tomás Carbonell Donald Johnson     | 3−6, 6−2, 1−6         |
| Finalista | 10.  | 19 d'abril de 1999     | Montecarlo, Mònaco         | Terra batuda | David Rikl     | Olivier Delaitre Tim Henman        | 2−6, 3−6              |
| Finalista | 11.  | 4 d'octubre de 1999    | Basilea, Suïssa            | Moqueta (i)  | David Rikl     | Brent Haygarth Aleksandar Kitinov  | 6−0, 4−6, 5−7         |
| Guanyador | 10.  | 7 de febrer de 2000    | Dubai                      | Dura         | David Rikl     | Robbie Koenig Peter Tramacchi      | 6−2, 7−5              |
| Guanyador | 11.  | 10 de juliol de 2000   | Gstaad (2)                 | Terra batuda | David Rikl     | Jérôme Golmard Michael Kohlmann    | 3−6, 6−3, 6−4         |
| Guanyador | 12.  | 17 de juliol de 2000   | Stuttgart, Alemanya        | Terra batuda | David Rikl     | Lucas Arnold Ker Donald Johnson    | 5−7, 6−2, 6−3         |
| Finalista | 12.  | 9 d'octubre de 2000    | Viena, Àustria             | Dura (i)     | David Rikl     | Ievgueni Kàfelnikov Nenad Zimonjić | 4−6, 4−6              |
| Finalista | 13.  | 23 d'octubre de 2000   | Moscou (2)                 | Moqueta (i)  | David Rikl     | Jonas Björkman David Prinosil      | 2−6, 3−6              |
| Guanyador | 13.  | 30 d'octubre de 2000   | Stuttgart (2)              | Dura (i)     | David Rikl     | Donald Johnson Piet Norval         | 3−6, 6−3, 6−4         |
| Finalista | 14.  | 12 de febrer de 2001   | Copenhaguen, Dinamarca     | Dura (i)     | David Rikl     | Wayne Black Kevin Ullyett          | 3−6, 3−6              |
| Guanyador | 14.  | 21 de març de 2001     | Miami, Estats Units        | Dura         | David Rikl     | Todd Woodbridge Jonas Björkman     | 7−5, 7−6(3)           |
| Finalista | 15.  | 25 de juny de 2001     | Wimbledon, Regne Unit      | Gespa        | David Rikl     | Donald Johnson Jared Palmer        | 3−6, 6−4, 3−6, 6−7(6) |
| Guanyador | 15.  | 30 de juliol de 2001   | Mont-real, Canadà          | Dura         | David Rikl     | Donald Johnson Jared Palmer        | 6−4, 3−6, 6−3         |
| Finalista | 16.  | 8 d'octubre de 2001    | Viena (2)                  | Dura (i)     | David Rikl     | Martin Damm Radek Štěpánek         | 3−6, 2−6              |
| Finalista | 17.  | 6 de gener de 2002     | Doha, Qatar                | Dura         | David Rikl     | Donald Johnson Jared Palmer        | 3−6, 6−7(5)           |
| Finalista | 18.  | 17 de febrer de 2002   | Copenhaguen (2)            | Dura (i)     | Radek Štěpánek | Julian Knowle Michael Kohlmann     | 6−7(8), 5−7           |
| Finalista | 19.  | 8 de setembre de 2002  | US Open, Estats Units      | Dura         | Radek Štěpánek | Mahesh Bhupathi Max Mirnyi         | 3−6, 6−4, 4−6         |
| Finalista | 20.  | 13 d'octubre de 2002   | Viena (3)                  | Dura (i)     | Radek Štěpánek | Joshua Eagle Sandon Stolle         | 4−6, 3−6              |
| Finalista | 21.  | 18 de gener de 2004    | Auckland (2)               | Dura         | Radek Štěpánek | Mahesh Bhupathi Fabrice Santoro    | 6−4, 5−7, 3−6         |
| Guanyador | 16.  | 18 de juliol de 2004   | Stuttgart (3)              | Terra batuda | Radek Štěpánek | Simon Aspelin Todd Perry           | 6−2, 6−4              |
| Finalista | 22.  | 10 d'octubre de 2004   | Tòquio, Japó               | Dura         | Petr Pála      | Jared Palmer Pavel Vízner          | 1−5, retirada         |
| Guanyador | 17.  | 31 de juliol de 2005   | Umag                       | Terra batuda | Petr Pála      | Michal Mertiňák David Škoch        | 6−3, 6−3              |
| Guanyador | 18.  | 16 de juliol de 2006   | Gstaad (3)                 | Terra batuda | Andrei Pavel   | Marco Chiudinelli J-C. Scherrer    | 6−3, 6−1              |

## Trajectòria

### Individual
| Open d'Austràlia | A   | 1R    | 2R          | A           | 3R          | 2R    | A           | SF          | 3R          | 3R    | A     | A     | 0 / 7     | 13 − 7    |
| Roland Garros | A   | 2R    | A           | 1R          | 2R          | 1R    | 3R          | 3R          | 4R          | 2R    | 2R    | 1R    | 0 / 10    | 11 − 10   |
| Wimbledon | A   | 2R    | 1R          | 1R          | 2R          | 1R    | 2R          | 2R          | 3R          | 1R    | 3R    | 1R    | 0 / 11    | 8 − 11    |
| US Open | 1R  | 2R    | 2R          | 1R          | 4R          | 3R    | 3R          | 4R          | 3R          | 3R    | 2R    | 4R    | 0 / 12    | 20 − 12   |
| Jocs Olímpics | NC  | 1R    | No celebrat | No celebrat | No celebrat | 1R    | No celebrat | No celebrat | No celebrat | 2R    | NC    | NC    | 0 / 3     | 1 – 3     |
| Tennis Masters Cup | A   | A     | A           | A           | A           | A     | A           | RR          | A           | A     | A     | A     | 0 / 1     | 1 – 2     |
| Total Victòries−Derrotes                                                                                                  | 5−9 | 31−24 | 21−20       | 20−21       | 29−25       | 27−26 | 29−19       | 53−26       | 46−27       | 41−22 | 21−26 | 13−13 | 337 − 260 | 337 − 260 |
| Rànquing a final d'any | 53  | 52    | 48          | 75          | 40          | 53    | 29          | 7           | 13          | 24    | 48    | 129   |           |           |
| Llegenda: G: Guanyador; F: Finalista; SF: Semifinalista; QF: Quarts de final; Q: Qualificació; A: Absent; RR: Round Robin |     |       |             |             |             |       |             |             |             |       |       |       |           |           |

### Dobles masculins
| Open d'Austràlia | A    | A     | 2R          | A           | 2R          | QF    | A           | 2R          | A           | 3R | A     | A    | 0 / 5     | 8 − 5     |
| Roland Garros | A    | 1R    | A           | 2R          | 3R          | QF    | 3R          | 1R          | A           | 2R | 1R    | 1R   | 0 / 9     | 9 − 9     |
| Wimbledon | A    | 2R    | 2R          | 1R          | A           | 3R    | F           | 2R          | 2R          | 3R | 1R    | 1R   | 0 / 10    | 13 − 10   |
| US Open | 2R   | 1R    | QF          | 2R          | 3R          | 1R    | 3R          | F           | 2R          | 1R | 1R    | A    | 0 / 11    | 15 − 11   |
| Jocs Olímpics | NC   | QF    | No celebrat | No celebrat | No celebrat | 2R    | No celebrat | No celebrat | No celebrat | 2R | NC    | NC   | 0 / 3     | 2 – 3     |
| Tennis Masters Cup | A    | A     | A           | A           | RR          | A     | A           | A           | A           | A  | A     | A    | 0 / 1     | 0 – 1     |
| Total Victòries−Derrotes                                                                                                  | 20−6 | 24−21 | 15−15       | 37−17       | 32−28       | 48−19 | 37−18       | 28−22       | 20−16       |    | 14−20 | 10−7 | 311 − 211 | 311 − 211 |
| Rànquing a final d'any | 69   | 50    | 61          | 32          | 32          | 10    | 8           | 21          | 52          | 37 | 80    | 96   |           |           |
| Llegenda: G: Guanyador; F: Finalista; SF: Semifinalista; QF: Quarts de final; Q: Qualificació; A: Absent; RR: Round Robin |      |       |             |             |             |       |             |             |             |    |       |      |           |           |